# Ерих Хекел
Ерих Хекел (Дебелн Саксонија, 1883 — Хеменхофен, Боденско језеро, 1970) је био немачки сликар и графичар и један од представника експресионизма. Након назавршених студија архитектуре, образовао се као самоук сликар при чему су на њега значајно утицали Винсент ван Гог и фовисти. Године 1905. заједно са колегама са студија основао је у Дрездену групу уметника Мост (немачки Die Brücke). У радовима из овог периода наносио је на платно светле, интензивне боје пастозно, углавном у угластим облицима (Девојка која лежи, 1909). Када се група разишла 1913. ублажио је интензивни колорит и давао предност мркозеленкастој палети боја (Актови на плажи, 1913). 
Страхоте Првог светског рата које је као војник санитета видео у Фландрији уметнички је обрадио на литографијама и дрворезима. Двадесетих година 20. века почео је да се одваја од експресионизма и да преузима елементе Нове стварности а сликарство пејзажа дошло је у центар његовог интересовања. Године 1937. забрањен је као дегенеричан. Од 1949. до 1955. предавао је на Академији у Карлсруеу. Његово позно дело карактеришу хармонично-лирске мртве природе са цвећем. 